# Miradouro da Lajinha

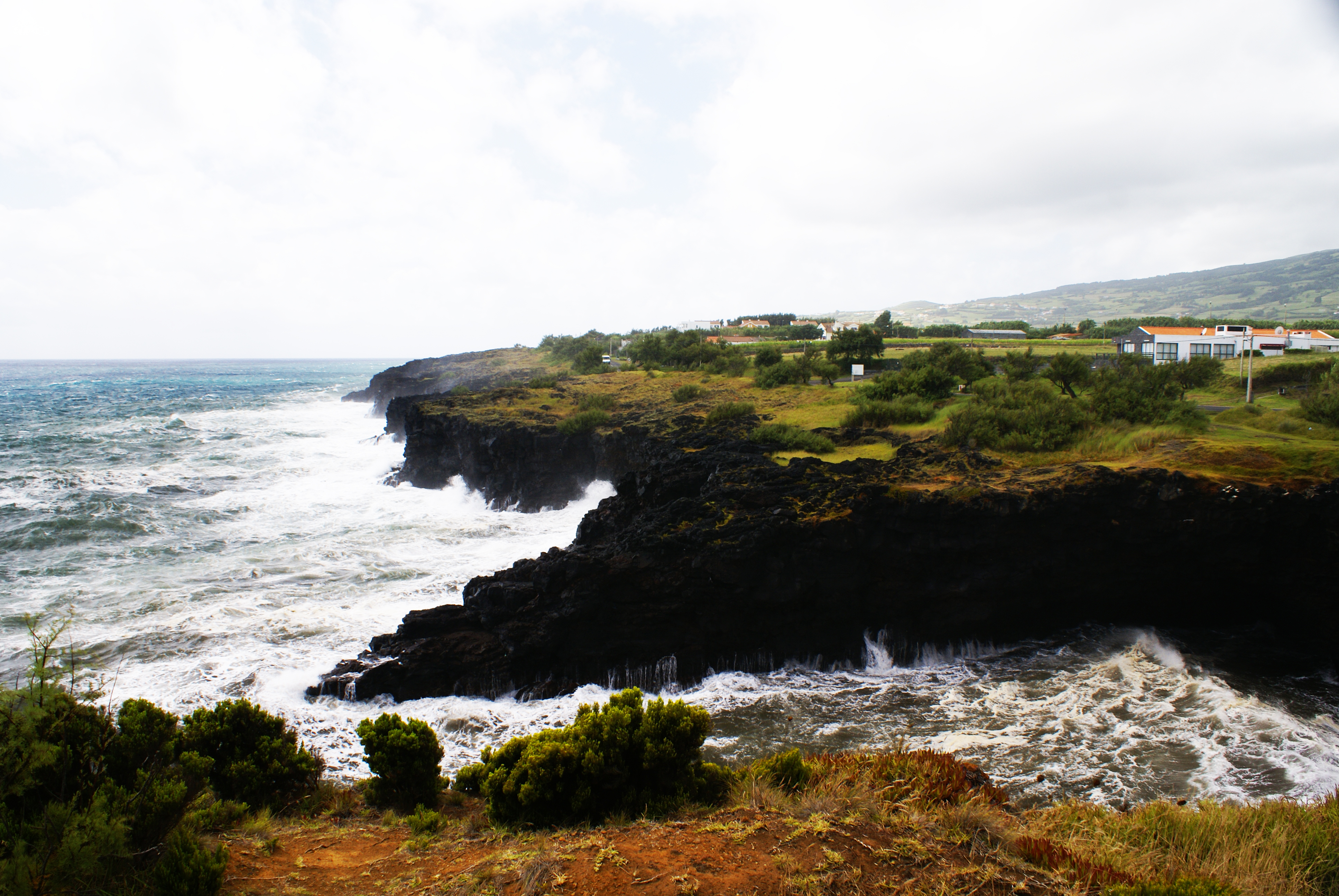
Miradouro da Lajinha.

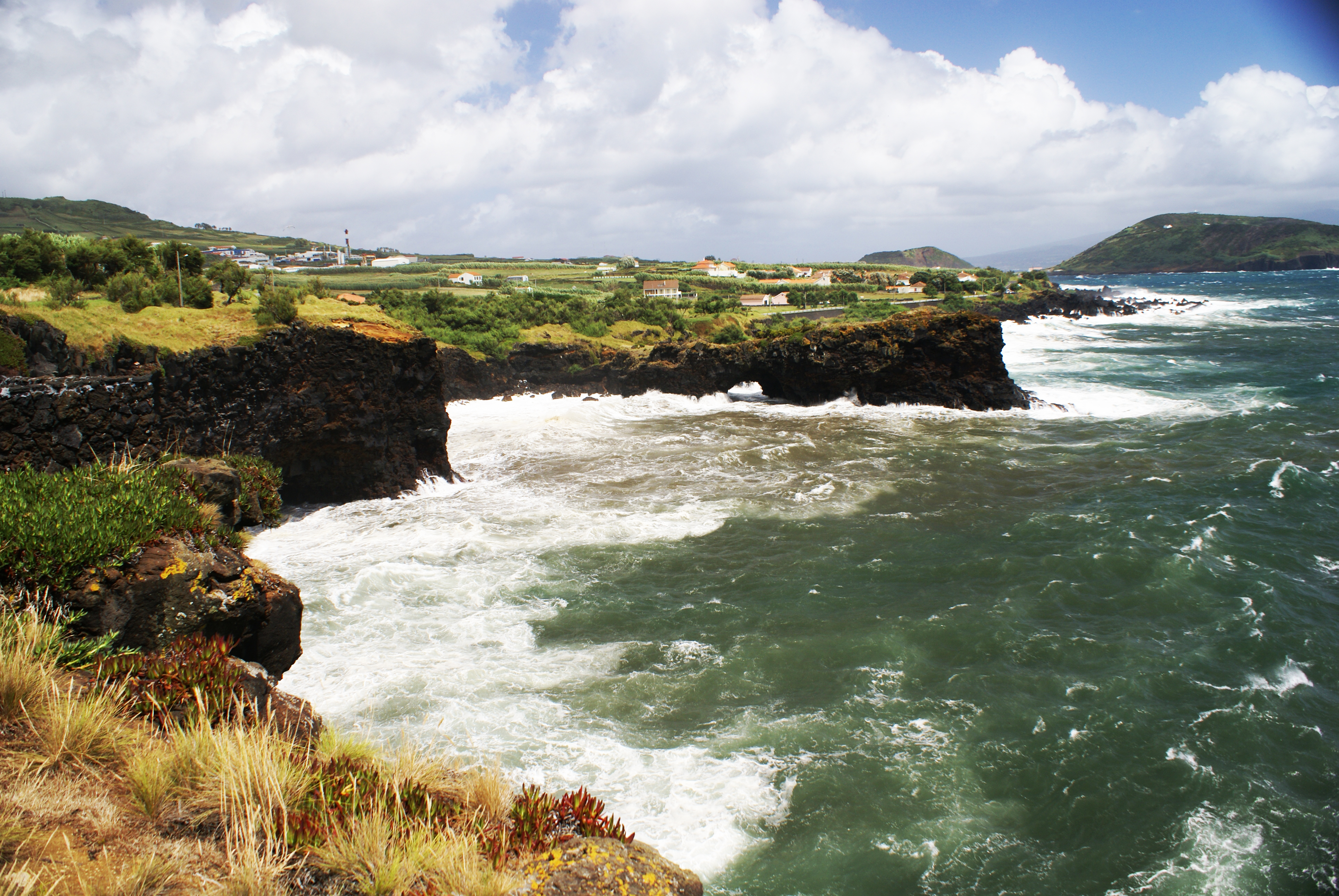
Miradouro da Lajinha.

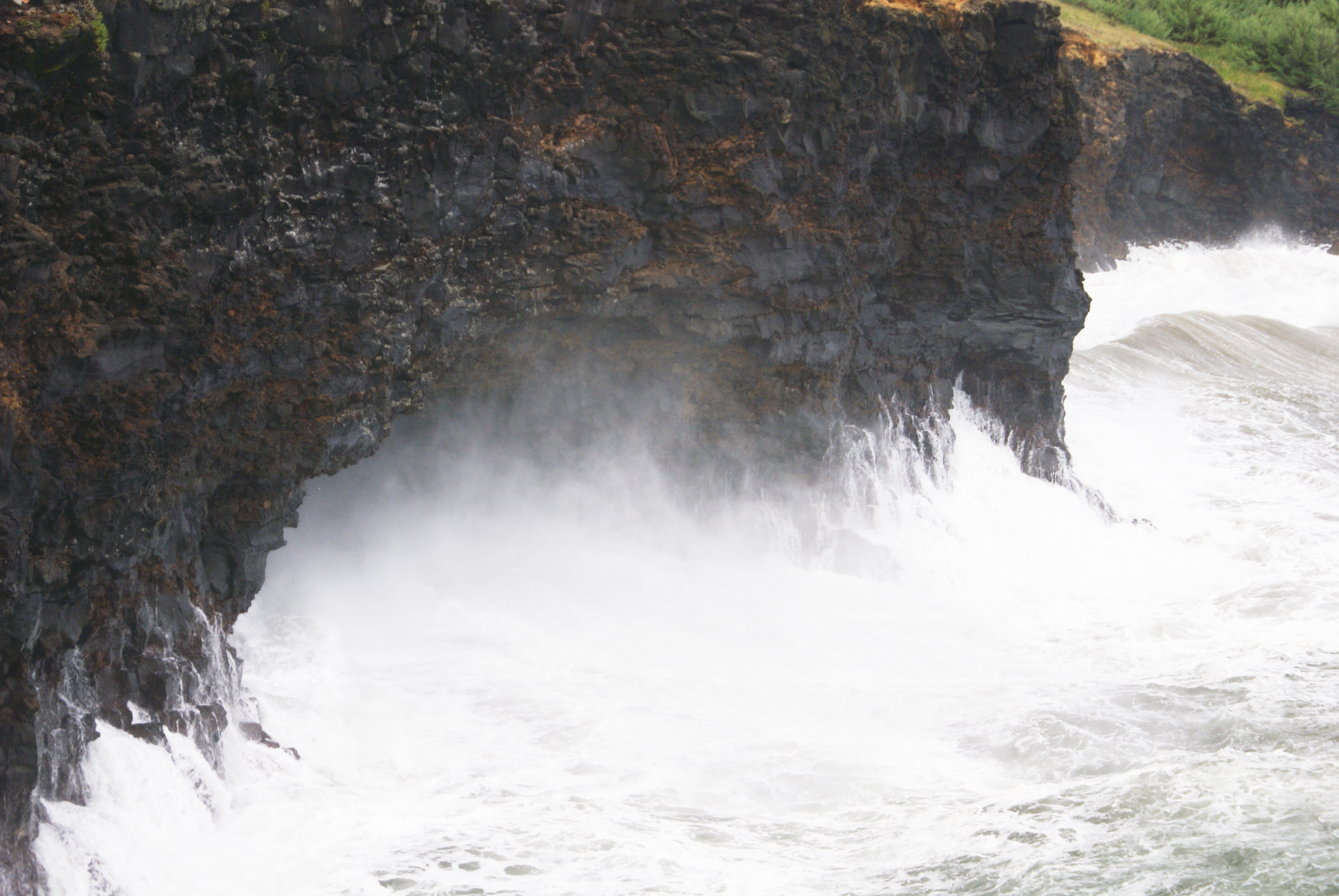
Miradouro da Lajinha, Formações rochosas.

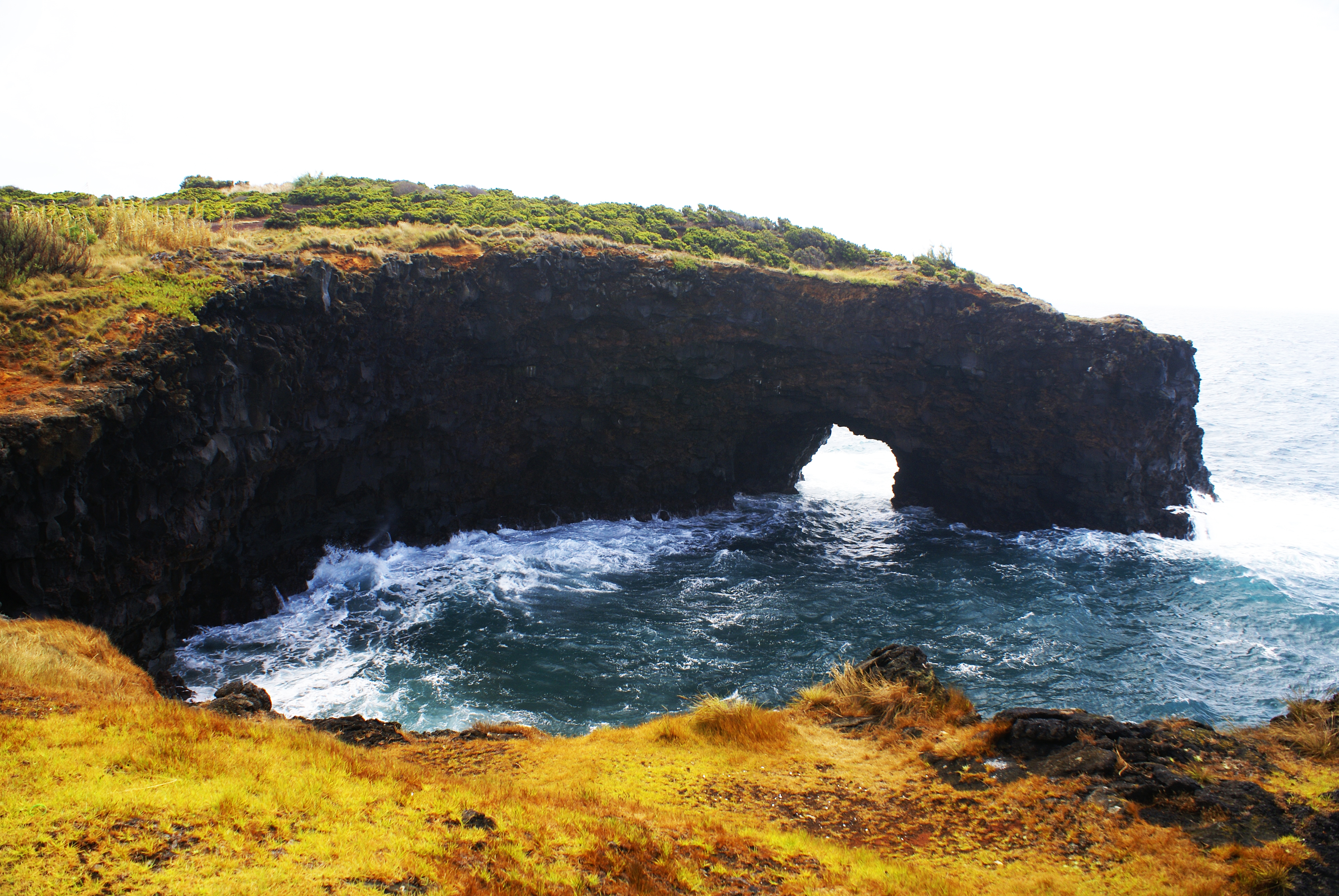
Miradouro da Lajinha, Ponta Furada.

O Miradouro da Lajinha é um miradouro português localizado no lugar da Lajinha, na freguesia açoriana da Feteira, concelho da Horta, ilha do Faial, Arquipélago dos Açores.
Este miradouro costeiro localiza-se entre a Baía do Porto Pim e a freguesia da Feteira, oferece uma panorâmica muito ampla sobre importante parte da orla costeira da ilha do Faial, particularmente desde o Monte da Guia até aos arredores da freguesia de Castelo Branco.
É especialmente de mencionar a espantosa vista da ilha do Pico, quase em frente onde a Montanha do Pico se eleve majestosa em direcção às nuvens.
Junto à costa onde se localiza encontram-se formações rochas pouco vulgares, particularmente devido à fraca capacidade de agregação dos diferentes estratos rochosos entre si. Essa permeabilidade favorece a penetração do mar, criando-se assim grutas e arcos rochosos com formas estranhas.